# Oksana Fiodorova

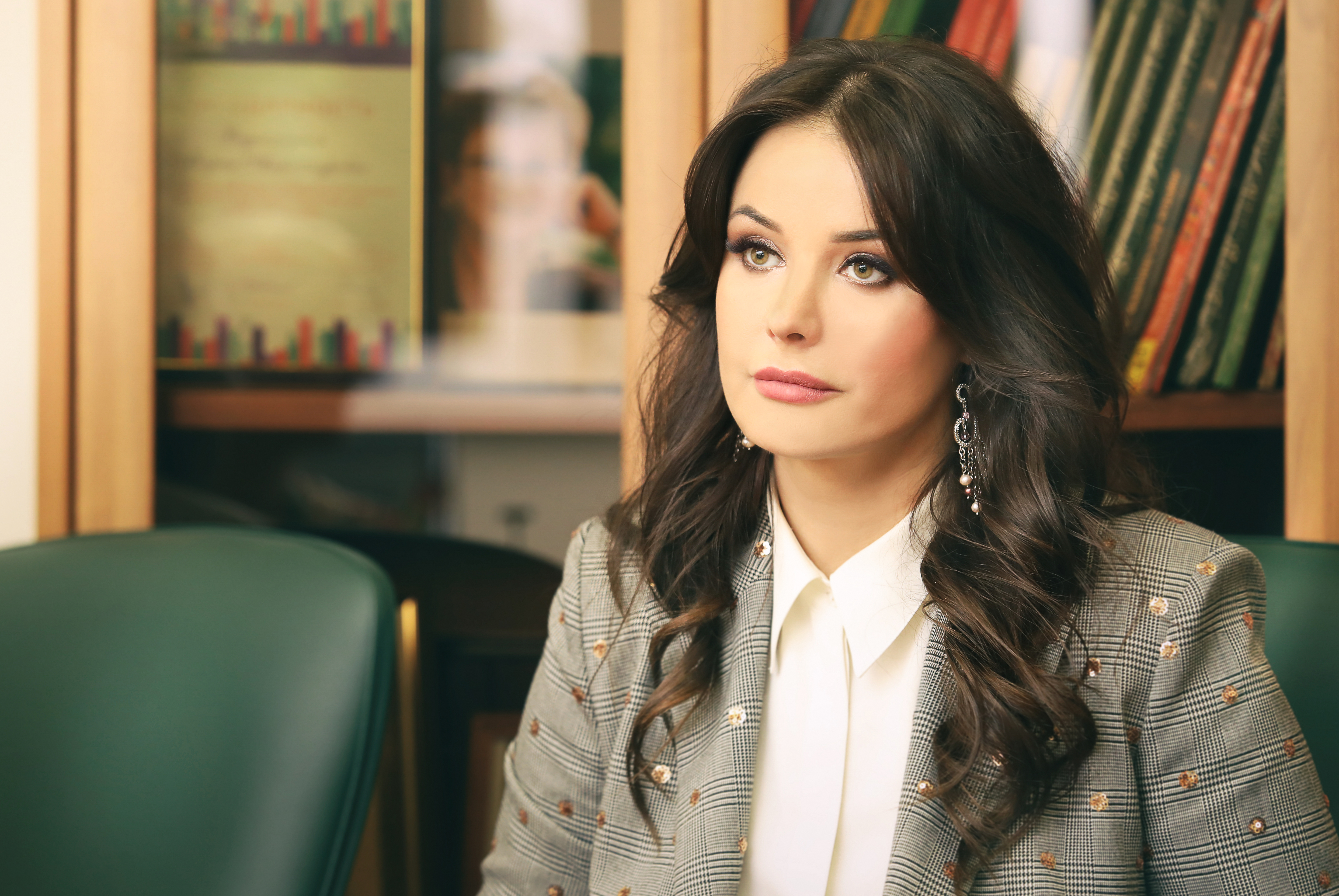
Oxana Feodorova

Oksana Ghennadievna Fiodorova (în rusă Оксана Геннадьевна Фёдорова), (n. 17 decembrie 1977, Pskov, Rusia) este una dintre câștigătoarele Miss Universe (detronată/resemnată), ofițer de poliție (retrasă), prezentatoare de televiziune, actriță, cântăreață și Ambasador UNICEF al Bunăvoinței.